# 対馬市立佐護小学校・中学校
対馬市立佐護小学校・中学校（つしましりつ さごしょうがっこう・ちゅうがっこう, Tsushima City Sago Elementary School and Junior High School）は、かつて長崎県対馬市上県町佐護北里にあった公立小・中併設校。2013年（平成25年）3月に閉校した。

## 概要
歴史
1874年（明治7年）に開校した「第五大学区第四中学区仁田内小学校」と「第五大学区第四中学区友谷小学校」を前身とする。1891年（明治24年）に両校が統合の上、校名に「佐護」が入るようになった。2013年（平成25年）に閉校し、対馬市立佐須奈小学校・中学校に統合された。
校章
小中共通。稲穂の絵を背景にして、中央に「學」の文字を置いている。
校歌
小中共通。作詞は佐護校PTA、作曲は寺崎良平による。歌詞は3番まであり、各番とも「佐護の学び舎 われらが母校」で終わる。
校区
住所表記で対馬市上県町の後に「佐護東里、佐護北里、佐護南里、佐護西里」の続く地域。

## 沿革
- 1874年（明治7年）6月1日（文部省による正式な認可日）
  - 仁田内村に「第五大学区第四中学区仁田内小学校」が開校。当初、士族の佐護壮馬が教授にあたる。
  - 友谷村に「第五大学区第四中学区友谷小学校」が開校。当初、士族の吉田久真が教授にあたる。
- 1876年（明治9年）- 仁田内小学校が「深山小学校」に改称。
- 1881年（明治14年）- 「佐須奈学区公立中等佐須奈小学校下等深山分校」・「下等友谷分校」に改称。
- 1887年（明治20年）- 簡易科を設置し、「佐須奈学区簡易深山小学校」・「簡易友谷小学校」に改称[5]。
- 1891年（明治24年）- 簡易深山小学校と簡易友谷小学校を統合し、「尋常佐護小学校」とする（尋常科4年）。
- 1893年（明治26年）- 「佐護尋常小学校」に改称。（校名で「尋常」の位置が変わる）
- 1895年（明治28年）- 高等科（2ヶ年）を設置し、「佐護尋常高等小学校」に改称（尋常科4年、高等科2年）。
- 1901年（明治34年）- 校舎を増築。
- 1903年（明治36年）- 学校医に森良之助が就任。
- 1908年（明治41年）- 高等科を廃止し、再び校名を「佐護尋常小学校」とする[6]（尋常科6年、高等科なし）。
- 実施年月日不明 - 再び高等科を併置し、「佐護尋常高等小学校」となる（尋常科6年、高等科2年）。
- 1916年（大正5年）7月 - 佐護農業補習学校を併置。
- 1920年（大正9年）- 高等科を3年に延長（尋常科6年、高等科3年）。
- 1922年（大正11年）10月3日 - 新校地が字ナバキに決定する。
- 1923年（大正12年）- 新校地に校舎が完成し移転。友谷に尋常科分教場を設置。
- 1933年（昭和8年）- 友谷分教場を廃止し、本校に統合する。
- 1935年（昭和10年）4月1日 - 青年学校令により、併置の青年訓練認定佐護農業補習学校が佐護青年学校に改称。
- 1941年（昭和16年）4月1日 - 国民学校令により、「佐須奈村立佐護国民学校」に改称。尋常科を初等科に改称し、高等科を設置（初等科6年、高等科2年）。
- 1947年（昭和22年）4月1日 - 学制改革（六・三制の実施）
  - 旧・佐護国民学校の初等科を改組し、「佐須奈村立佐護小学校」とする。
  - 旧・佐護国民学校の高等科および旧・青年学校を改組し、「佐須奈村立佐護中学校」（新制中学校）とし、小学校に併設する。
- 1955年（昭和30年）
  - 4月15日 - 佐須奈村と仁田村が合併し、上県町が発足したことにより、「上県町立佐護小学校・中学校」に改称。
  - 12月8日 - 新校舎が完成。
- 1958年（昭和33年）- 中学校校舎が完成。
- 1964年（昭和39年）- 校歌を制定。
- 1967年（昭和42年）- 長崎県知事（当時：佐藤勝也）により、中学校が「鳥獣愛護校」に指定される。
- 1971年（昭和46年）- 中学校校舎（鉄筋コンクリート造2階）が完成。
- 1985年（昭和60年）- 体育館が完成。
- 1986年（昭和61年）- 小学校校舎（鉄筋コンクリート造2階）が完成。
- 1991年（平成3年）- 中学校、九州中学駅伝大会に出場。
- 1992年（平成4年）- パソコン室を開設。観察池を造成。
- 1993年（平成5年）- 創立100周年記念碑を建立。
- 1996年（平成8年）- 大雨により校舎が床上浸水となる。
- 2004年（平成16年）3月1日 - 市町村合併により、「対馬市立佐護小学校・中学校」（現校名）に改称。
- 2013年（平成25年）3月31日 - 対馬市立佐須奈小学校・中学校への統合により、閉校。

閉校後の跡地活用
- 2021年（令和3年）4月 - 佐護地区住民の交流の場所として「ふるさとづくり佐護笑楽校」が開設される[7]。

## 交通アクセス
最寄りのバス停
- 対馬交通 伊奈線「学校前」バス停

最寄りの道路
- 国道382号

## 参考資料
- 「上県町史」（2004年（平成16年）2月23日, 上県町）p.1020～p.1026 - 市町村合併により対馬市が発足する直前に閉町記念として発行された。